# 拉瓦莱阿戈迪纳
拉瓦莱阿戈迪纳（義大利語：La Valle Agordina），是意大利威尼托大区贝卢诺省的一个市镇。总面积48平方公里，人口1187人，人口密度24.7人/平方公里（2009年）。国家统计（ISTAT）代码为025027。